# Most drogowy w Kurowie
Most drogowy w Kurowie (most kurowski) – most drogowy w Kurowie w ciągu drogi krajowej nr 75 przebiegający nad rzeką Dunajec łączący dwie gminy: Łososinę Dolną oraz Chełmiec.

## Historia

### Pierwszy most
Początkowo w tym miejscu istniał drewniany most który spłonął w 1939 roku; w trakcie budowy nowego mostu na filarach starego drewnianego obiektu, rozwieszono kładkę po której można było przejść na drugą stronę rzeki, a inne przeprawy odbywały się promem.

### Drugi most
Most drogowy z okresu wojny zbudował okupant niemiecki siłami przymusowych robotników w 1943.
18 stycznia 1945 nacierające jednostki 31. Brygady pancernej Gwardii wchodzącej w skład grupy szybkiej 38 Armii gen. płk. Kiriłła Moskalenki pokonawszy kilkanaście kilometrów dotarły nad Dunajec zdobywając nieuszkodzony most drogowy pod Kurowem. Most miał ważne znaczenie dla obydwu stron. Jego zdobycie ułatwiło wojskom radzieckim pokonanie trudnej przeszkody wodnej, jakim był Dunajec bez jego forsowania, a także ułatwiło szybkie przerzucenie na zachodni brzeg ciężkiego sprzętu i zaopatrzenia. Zaś dla strony niemieckiej most był dogodną drogą odwrotu dla wycofujących się jednostek niemieckich, dlatego miał on zostać wysadzony dopiero gdyby znalazł się w bezpośrednim zasięgu zbliżających się jednostek radzieckich.

### Trzeci most (2021r.)
10 czerwca 2019 roku podpisano umowę na budowę nowej przeprawy (na wschód od starego mostu). Prace budowlane rozpoczęto w lipcu 2019 roku Koszt inwestycji wyniósł 189 096 206,12 złotych. Przeprawa ma 602 metry długości. Otwarcie mostu w Kurowie odbyło się 25 października 2021 roku
Po otwarciu nowego obiektu w październiku 2021 roku, rozpoczęto demontaż starego mostu; przyczółek z północnej strony został przerobiony na punkt widokowy.